# Мэнн, Герберт
Ге́рберт Га́рри Мэнн (англ. Herbert Harry Mann; 30 декабря 1907 — 24 апреля 1977) — английский футболист, нападающий.

## Футбольная карьера
Уроженец Нанитона, Мэнн начал играть в футбол за местную команду «Грифф Коллиери». В 1928 году стал игроком «Дерби Каунти». В сезоне 1928/29 провёл за «баранов» четыре игры в чемпионате и ещё две — в Кубке Англии.
Не сумев закрепиться в основе «Дерби Каунти», Герберт перешёл в клуб «Грантем Таун» из Мидлендской футбольной лиги. В мае 1931 года нападающий стал игроком «Манчестер Юнайтед». В основном составе «Юнайтед» дебютировал 29 августа 1931 года в матче Второго дивизиона против «Брэдфорд Парк Авеню». Всего в сезоне 1931/32 провёл за команду 13 матчей и забил 2 мяча. В следующем сезоне в основном составе не появлялся, и покинул команду в ноябре 1933 года, став игроком клуба «Рипли Таун», выступавшего в Центральной комбинации.

## Статистика выступлений
| Клуб              | Сезон            | Лига | Лига | Кубок | Кубок | Итого | Итого |
| Клуб              | Сезон            | Игры | Голы | Игры  | Голы  | Игры  | Голы  |
| ----------------- | ---------------- | ---- | ---- | ----- | ----- | ----- | ----- |
| Дерби Каунти      | 1928/29          | 4    | 0    | 2     | 0     | 6     | 0     |
| Дерби Каунти      | Итого            | 4    | 0    | 2     | 0     | 6     | 0     |
| Манчестер Юнайтед | 1931/32          | 13   | 2    | 0     | 0     | 13    | 2     |
| Манчестер Юнайтед | Итого            | 12   | 2    | 0     | 0     | 13    | 2     |
| Всего за карьеру  | Всего за карьеру | 17   | 2    | 2     | 0     | 19    | 2     |